# Coulouvray-Boisbenâtre
Coulouvray-Boisbenâtre település Franciaországban, Manche megyében. Lakosainak száma 529 fő (2022. január 1.). Coulouvray-Boisbenâtre Boisyvon, Saint-Laurent-de-Cuves, Saint-Martin-le-Bouillant, Saint-Michel-de-Montjoie, Saint-Pois és Noues-de-Sienne községekkel határos.

## Népesség
A település népességének változása:
| Lakosok száma | 829  | 674  | 593  | 562  | 541  | 553  | 559  | 540  | 530  | 529  |
|               | 1968 | 1982 | 1990 | 2006 | 2013 | 2015 | 2017 | 2019 | 2020 | 2022 |